# گلوجه ابللو
گلوجه ابللو یکی از روستاهای استان آذربایجان شرقی است که در دهستان آذغان بخش مرکزی شهرستان اهر واقع شده‌است.این روستا ۷۷ نفر جمعیت دارد.